# Urbana (Ohio)
Urbana város az USA Ohio államában, Champaign megye megyeszékhelye. Lakosainak száma 11 115 fő (2020. április 1.).

## Népesség
A település népességének változása:
| Lakosok száma | 11 793 | 11 404 | 11 115 |
|               | 2010   | 2019   | 2020   |